# Maria Celestina Fernandes
Maria Celestina Fernandes   (Lubango, 1945) és una advocada, treballadora social i escriptora angolesa, que ha escrit principalment en el gènere de la literatura infantil. També ha escrit poesia i contes.

## Biografia
Nascuda a Lubango, és filla d'un funcionari públic. Va ser educada en l'escola secundària Salvador Correia, a Luanda. Fernandes es va formar com a assistent social a l'Institut de Treball Social Pius XII i va obtenir una llicenciatura en Dret de la Facultat de Dret de la Universitat Agostinho Neto.
El 1975, va començar a treballar en el Banc Nacional d'Angola, i va romandre allí durant més de dues dècades, passant de cap de departament social a subdirectora del departament legal, retirant-se psoteriorment.
Va començar a escriure a finals de la dècada del 1980, inicialment en el Jornal de Angola i en el Boletim da Organização da Mulher Angolana (OMA). Des de 1990, ha publicat nombrosos llibres. Al febrer de 2016, va participar en un festival de literatura a Lisboa (Portugal), organitzat per l'expresident de país, Jorge Sampaio.
Fernandes és membre de la Unió d'Escriptors d'Angola i de l'Associació Chá de Caxinde.

## Obres seleccionades
- A borboleta cor de ouro, UEA, 1990
- Kalimba, INALD, 1992
- A árvore dos gingongos, Edições Margem. 1993
- A rainha tartaruga, INALD, 1997
- A filha do soba, Nzila, 2001
- O presente, Chá de Caxinde, 2002
- A estrela que sorri, UEA, 2005
- É preciso prevenir, UEA, 2006
- As três aventureiras no parque e a joaninha, UEA, 2006
- União Arco-Íris, INALD, 2006
- Colectânea de contos, INALD, 2006
- Retalhos da vida, INALD, 1992
- Poemas, UEA, 1995
- O meu canto, UEA, 2004
- Os panos brancos, UEA, 2004
- A Muxiluanda, Chá de Caxinde, 2008

## Premis
- Premi Literari Jardim do Livro Infantil, 2010
- Premi Caxinde do Conto Infantil, 2012
- Premi d'Excel·lència Literària (Trofeu Corujão das Letras), 2015